# Juan Padrós
Juan Padrós, né 1er décembre 1869 à Barcelone et décédé le 11 mai 1932, fut le premier président officiel du Real Madrid.
Son frère Carlos Padrós lui succèdera.
Il fut également le président de la Federación Española de Clubs de Foot-ball. 